# Parc provincial de Crooked Lake
Le parc provincial de Crooked Lake est un parc provincial de la Saskatchewan au Canada situé sur la côte est du lac Crooked.